# أكسبلوجنز إن ذا سكاي
أكسپلوجنز إن ذا سكي (بالإنجليزية: Explosions in the Sky، ومعناه «انفجارات في السماء») هي فرقة «ما بعد روك» أميريكية من تاكسس. المجموعة الرباعية أصلا كان تؤدي باسم «برايكر مورانت» (Breaker Morant) ثم غيرت الاسم للاسم الحالي في 1999. واكتسبت الفرقة شهرة تتجاوز حدود مشهد «ما بعد روك» لتلحينها القيثاري المتطور، ولحن آلي مؤلف تأليف قصصي، وآداء شديد العواطف في الحفلات. موسيقى الفرقة آلاتية تماما، تقريبا.

## أعضاء الفرقة
- كريس هراسكي – الطبول[1]
- مايكل جيمس – الغيتار، الغيتار باس
- موناف رياني – الغيتار، لوحات المفاتيح
- مارك سميث – الغيتار

الموسيقيون المتجولون
- كارلوس توريس الغيتار باس، والغيتار، لوحات المفاتيح

## تسجيلات

### ألبومات استوديو
- How Strange, Innocence (2000)
- Those Who Tell the Truth Shall Die, Those Who Tell the Truth Shall Live Forever (2001)
- The Earth Is Not a Cold Dead Place (2003)
- The Rescue (2005)
- All of a Sudden I Miss Everyone (2007)
- Take Care, Take Care, Take Care (2011)
- The Wilderness (2016)

### الموسيقى التصويرية
- Friday Night Lights (2004)[2]
- Prince Avalanche (2013)[3]
- Lone Survivor (2013)[4]
- Manglehorn (2014)[5]

### ألبومات تجميع
- "Remember Me as a Time of Day" on "Me and Earl and the Dying Girl" (2015)
- "Remember Me as a Time of Day" on Refurbished Robots (1999)
- "The Long Spring" on Thank You (TRR50) (2004), Temporary Residence Limited
- "Welcome Ghosts" sampler on Destroy Independent Music! (2007), Temporary Residence Limited
- "First Breath After Coma" on Friday Night Lights (television soundtrack) (2007), Adrenaline Records
- "Your Hand in Mine" on The Steel People (2009)
- "Your Hand in Mine" on the Love Happens soundtrack (2009)
- "You Knew Joe?" on the Joe soundtrack (2013)

## روابط خارجية
- أكسبلوجنز إن ذا سكاي على موقع IMDb (الإنجليزية)
- أكسبلوجنز إن ذا سكاي على موقع ميوزك برينز (الإنجليزية)
- أكسبلوجنز إن ذا سكاي على موقع رولينغ ستون (الإنجليزية)
- أكسبلوجنز إن ذا سكاي على موقع أول ميوزيك (الإنجليزية)
- أكسبلوجنز إن ذا سكاي على موقع ديسكوغز (الإنجليزية)
- أكسبلوجنز إن ذا سكاي على موقع قاعدة بيانات الفيلم (الإنجليزية)